# Podlehnik
Podlehnik là một khu tự quản (tiếng Slovenia: občine, số ít – občina) trong vùng Podravska của Slovenia. Podlehnik có diện tích 46 km2, dân số là theo điều tra ngày 31 tháng 3 năm 2002 là 1820 người. Thủ phủ khu tự quản Podlehnik đóng tại Podlehnik.